# Tiirinkoski
Tiirinkoski est le 29ème quartier d'Hämeenlinna en Finlande.

## Présentation
Tiirinkoski est situé à environ six kilomètres au nord-ouest du centre-ville.
Le quartier est principalement couvert de champs et de forêts dans sa partie ouest. 
L'ancienne route Hämeen Härkätie, le long de laquelle se trouve le village de Tiirinkoski, traverse le quartier.
Tiirinkoski est aussi traverse par le ruisseau Myllyoja, qui descend jusqu'au Vanajanselkä.
Le quartier est entouré par les quartiers de Pikku-Parola, Pullerinmäki, Vuorentaka, Majalahti et par la municipalité de Hattula au nord.
Le lac Hirvilampi (fi) s'étend principalement dans le quartier de Tiirinkoski.